# San Giovanni sotto le Penne
San Giovanni sotto le Penne, noto anche come San Gianni, è una curazia della Repubblica di San Marino appartenente al castello di Borgo Maggiore. È esteso per 170 ettari. Comprende la zona naturalistica e archeologica di Maiano.

## Storia
A San Giovanni è stata ritrovata un'ascia-martello in pietra secondo le datazioni al radiocarbonio risalente al 5.000-4.000 a.C. che è il più antico reperto archeologico ritrovato nella Repubblica di San Marino. Nella zona archeologica e naturalistica di Maiano sono stati rinvenuti importanti resti dell'età romana. La Chiesa di San Giovanni Battista in San Giovanni sotto le Penne, edificio storico monumentale, è tra le più antiche in territorio sammarinese.

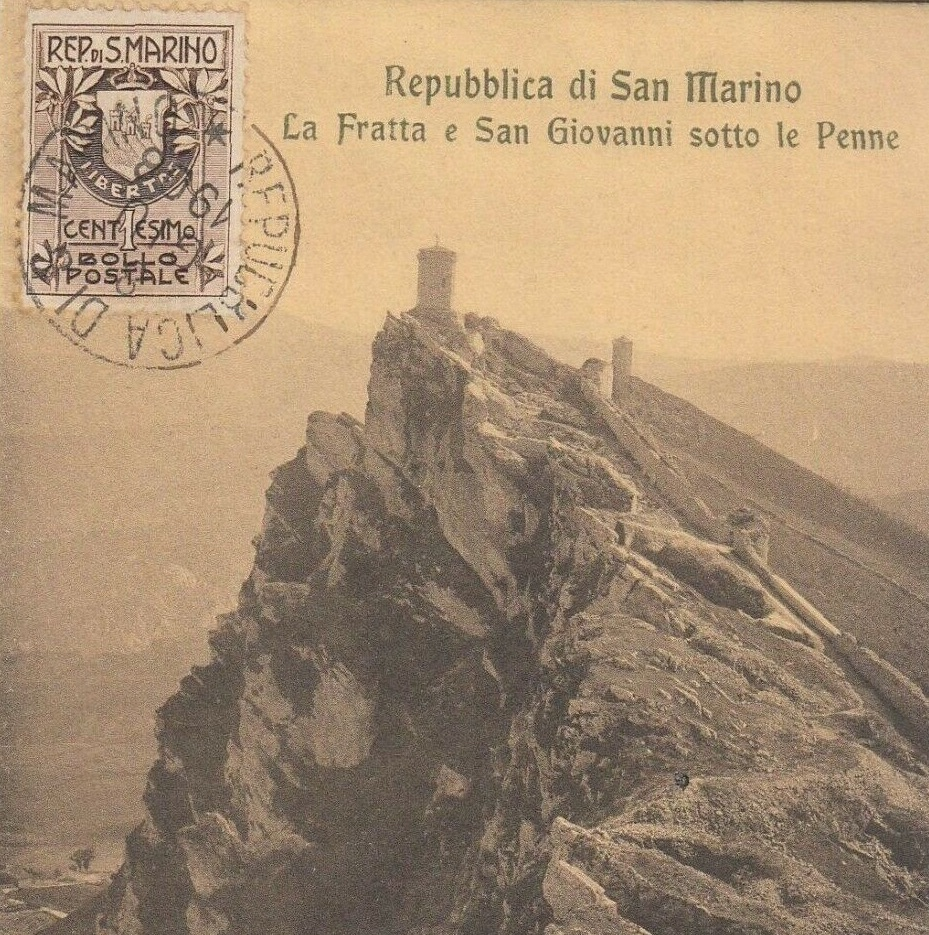
Cartolina di San Giovanni

## Etimologia
Il nome si riferisce al patrono San Giovanni Battista e alle Penne (i forti di Città).

## Infrastrutture e trasporti
Vi sorge un campo d'addestramento dei balestrieri sammarinesi, il rifugio dell'Associazione Sammarinese Protezione Animali, un maneggio, l'oliveto sperimentale della Cooperativa Olivicoltori Sammarinesi e il centro di multiraccolta dell'Azienda Autonoma di Stato per i Servizi Pubblici.

## Sport
La locale squadra calcistica è la S.S. San Giovanni.